# زبان‌گاوی باله‌موجی
زبان‌گاوی باله‌موجی (نام علمی: Cynoglossus gilchristi) نام یک گونه از سرده کفشک زبان‌گاوی است.